# Lake Mills (Iowa)
Lake Mills es una ciudad ubicada en el condado de Winnebago en el estado estadounidense de Iowa. En el Censo de 2010 tenía una población de 2100 habitantes y una densidad poblacional de 297,77 personas por km².

## Geografía
Según la Oficina del Censo de los Estados Unidos, Lake Mills tiene una superficie total de 7.05 km², de la cual 6.99 km² corresponden a tierra firme y (0.95%) 0.07 km² es agua.

## Demografía
Según el censo de 2010, había 2100 personas residiendo en Lake Mills. La densidad de población era de 297,77 hab./km². De los 2100 habitantes, Lake Mills estaba compuesto por el 96.71% blancos, el 0.29% eran afroamericanos, el 0.05% eran amerindios, el 1.05% eran asiáticos, el 0% eran isleños del Pacífico, el 1.1% eran de otras razas y el 0.81% pertenecían a dos o más razas. Del total de la población el 3.57% eran hispanos o latinos de cualquier raza.